# Mattias Olavi
Mattias Olavi, född i Dingtuna socken, död 31 oktober 1608 i Stens socken, han var en svensk kyrkoherde i Stens församling.

## Biografi
Mattias Olavi föddes i Dingtuna socken och hade varit krigspräst. Han blev 1579 kyrkoherde i Stens församling, Stens pastorat och skrev under Uppsala möte 1593. Olavi avled 31 oktober 1608 i Stens socken.
Olavis gravsten flyttades från Stens kyrka till Västra Stens kyrkas kor.

### Familj
Olavi var gift och hade tre söner.